# Cronartium pini

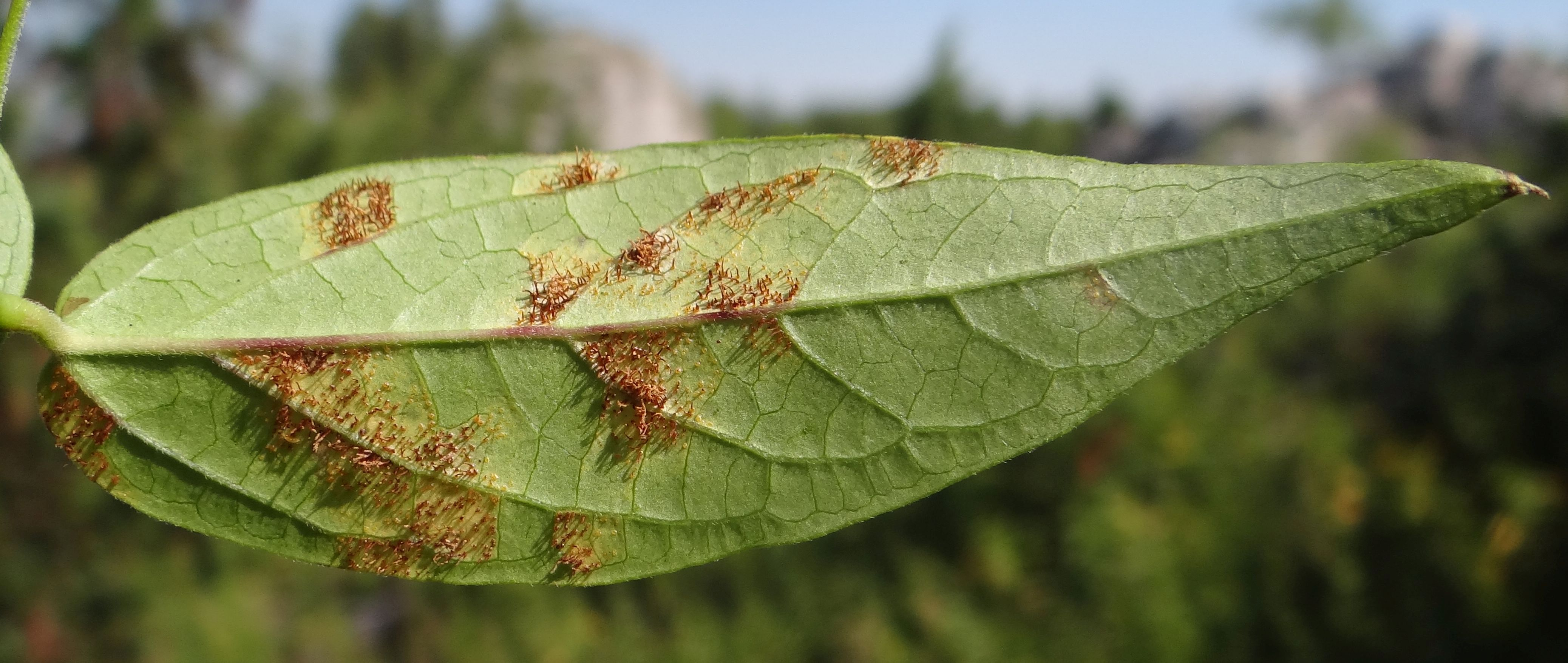
Telia na liściu ciemiężyka białokwiatowego

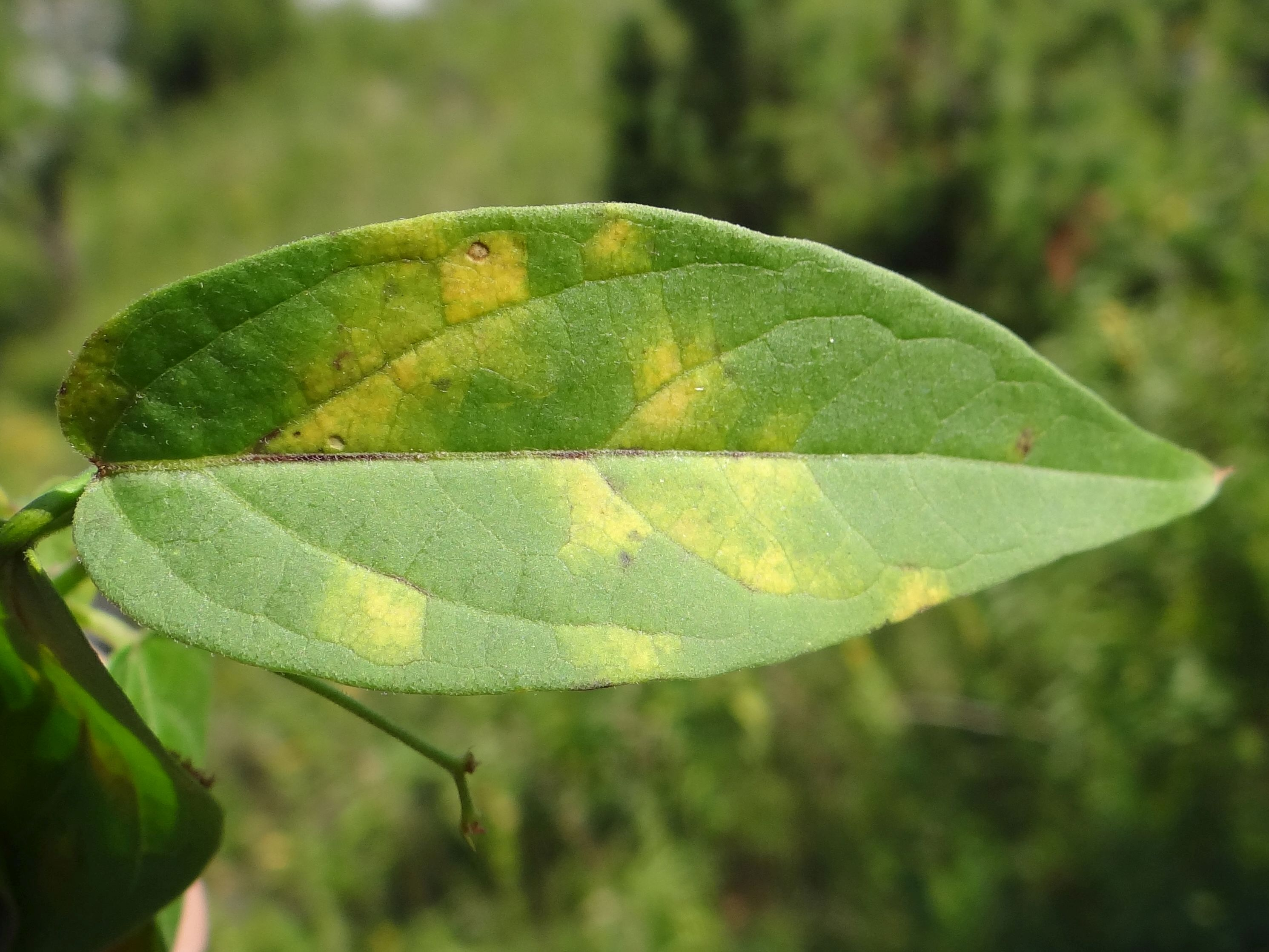
Liść ciemiężyka białokwiatowego porażony przez Cronartium pini

Cronartium pini (Willd.) Jørst – gatunek grzybów z rzędu rdzowców (Pucciniales). Grzyb mikroskopijny, którego cykl życiowy odbywa się na dwóch gatunkach roślin. Jednym z nich są sosny, zwłaszcza sosna pospolita (Pinus sylvestris), drugim jeden z gatunków roślin zielnych. Na sosnach wywołuje chorobę o nazwie rdza kory sosny.

## Systematyka i nazewnictwo
Pozycja w klasyfikacji według Index Fungorum: Cronartiaceae, Pucciniales, Incertae sedis, Pucciniomycetes, Pucciniomycotina, Basidiomycota, Fungi.
Po raz pierwszy takson ten zdiagnozował w 1788 r. Carl Ludwig von Willdenow nadając mu nazwę Lycoperdon pini. Obecną, uznaną przez Index Fungorum nazwę nadał mu w 1925 r. Ivar Jørstad, przenosząc go do rodzaju Cronartium.
Ma ponad 20 synonimów. Niektóre z nich:
- Aecidium pini (Willd.) Pers. 1801
- Caeoma pini (Willd.) Nees 1816
- Cronartium flaccidum (Alb. & Schwein.) G. Winter 1880
- Endocronartium pini (Willd.) Y. Hirats. 1969
- Lycoperdon pini Willd. 1788
- Peridermium pini (Willd.) Lév. 1826
- Peridermium pini (Willd.) Lév. 1826 var. pini

Uwagi taksonomiczneOpisywano jako dwa odrębne gatunki Cronartium pini (Willd.) Jørst i Cronartium flaccidum (Alb. & Schwein.) G. Winter. Wywoływały takie same objawy chorobowe, miały odróżniać się tylko cyklem życiowym. C. flaccidum był uważany za pasożyta dwudomowego tzn. jego cykl życiowy odbywa się na dwu gatunkach – na sosnach oraz roślinach zielnych, natomiast C. pini za pasożyta jednodomowego – cały jego cykl życiowy odbywa się tylko na sosnach. Gatunki te genetycznie były nie do odróżnienia. Nie można rozróżnić ich także mikroskopowym badaniem ecjospor. W istocie jest to jeden gatunek i według Index Fungorum C. flaccidum to synonim C. pini.

## Cykl rozwojowy
Jest to pasożyt bezwzględny, który rozwijać się może tylko w żywych komórkach żywiciela. Jest też pasożytem dwudomowym i rdzą pełnocyklową, wytwarzającą 5 rodzajów zarodników:
- stadium 0. Pod perydermą sosny powstają trudno dostrzegalne, płaskie  spermogonia o średnicy 0,5–3 mm i wysokości 40–50 μm. Początkowo mają żółtawą barwę, później pomarańczową. Powstają w nich spermacja o średnicy 1–2 μm.
- stadium 1. W perydermie wyrastają ecja o średnicy 2–7 mm. Powstają w nich ecjospory o kształcie od kulistego do jajowato-elipsoidalnego i rozmiarach 21–36 × 14–24 μm. Mają niemal bezbarwne ściany o grubości 4–8 μm. Pokryte są brodawkami, z wyjątkiem gładkiej powierzchni u podstawy lub z boku. Brodawki mają średnicę około 1 μm i wysokość 1–2 μm. Ecjospory nie są zdolne do zakażania sosny, zakażają natomiast niektóre rośliny zielne.
- stadium 2. Na spodniej stronie liści zakażonych przez ecjospory roślin zielnych powstają w grupach lub w rozproszeniu  uredinia. Mają postać pomarszczonych pęcherzyków o średnicy 0,1–0,3 mm. Powstają w nich jajowate lub elipsoidalne urediniospory o rozmiarach 18–30 × 11–20 μm (średnio  24–15 μm). Mają bezbarwne ściany o grubości 1,5–2,5 μm z kolcami o wysokości 1 μm, zgrupowanymi po 2–4 obok siebie. Niektóre urediniospory mają gładkie ściany. Pory rostkowe niepozorne.
- stadium 3. Na tych samych roślinach zielnych, obok urediów, lub oddzielnie, powstają telia. Mają kształt kolumn, wysokość do 2 mm, grubość 0,1–0,2 mm, barwę blado pomarańczową do cynamonowobrązowej. Czasami są rozproszone, czasami tworzą ścisłe zgrupowania. Powstają w nich w łańcuszkach teliospory o rozmiarach 16–24 × 10–16 μm (zazwyczaj 55 × 12 μm). Mają ściany bezbarwne, żółtawe lub złotawe o grubości 1 μm. Powierzchnia gładka. Kiełkują bez okresu spoczynku, często już we wrześniu.
- stadium 4. Z kiełkujących teliospor wyrastają nietypowe podstawki o długości 33–40 μm. Mają 4 przegrody i stożkowate sterygmy o długości około 4 μm. Na każdej sterygmie powstaje jedna zaokrąglona, bezbarwna bazydiospora o gładkiej powierzchni i średnicy 3–4 μm. Bazydiospory dokonują infekcji pierwotnej sosny i cykl się zamyka.

## Żywiciele
- Żywiciele ecjalni – różne gatunki sosny
- Żywiciele telialni – liczne gatunki roślin zielnych: Asclepias (incarnata, lutea, syriaca, tuberosa), Bartsia alpina, Cynanchum (mongolicum, purpurascens), Delphinium elatum, Euphrasia (nemorosa, stricta), Gentiana (asclepiadea, verna), Glandularia (laciniata, platensis), Impatiens (balsamina, glandulifera, parviflora), Loasa (lateritia, tricolor), Meconopsis cambrica, Melampyrum (arvense, nemorosum, pratense, sylvaticum), Myosotis, Nasa triphylla, Nemesia (strumosa, versicolor), Odontites (vernus, vulgaris), Paeonia (anomala, arietina, lactiflora, mascula, mlokosewitschii, officinalis & subsp. microcarpa, peregrina, × suffruticosa, tenuifolia), Pedicularis (palustris, sceptrum-carolinum), Ruellia elegans, Schizanthus grahamii, Scyphanthus stenocarpus, Tropaeolum (majus, minus, peregrinum, peltophorum), Verbena (hybrida, officinalis), Veronica longifolia, Vincetoxicum (fuscatum, hirundinaria, intermedium, laxum, nigrum, rehmanni, rossicum, scandens)[6].